# Muscle plantaire

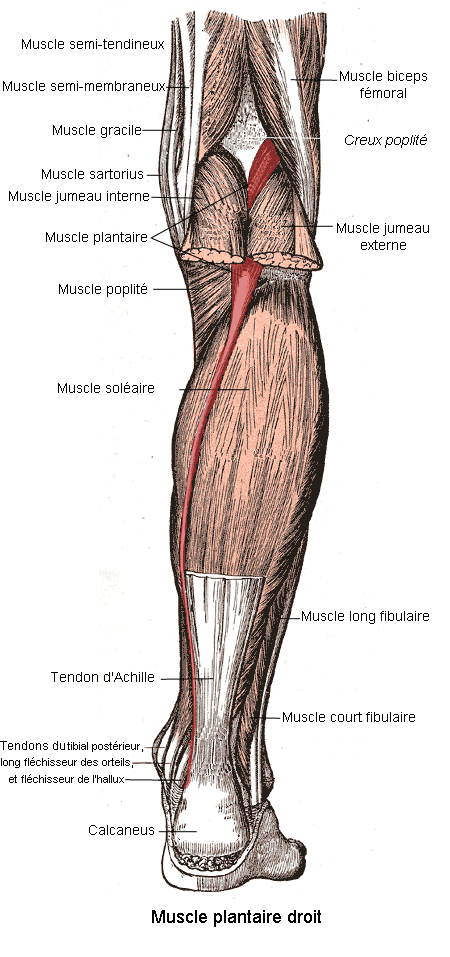
Le muscle plantaire.

Le muscle plantaire (musculus plantaris, anciennement muscle plantaire grêle) est un muscle accessoire inconstant du membre inférieur situé dans la jambe. Il est contenu dans la partie superficielle de la loge crurale postérieure.

## Description
Le muscle plantaire est un petit muscle dont la partie musculaire est située à l'arrière de l'articulation du genou qui se poursuit par un corps très allongé et tendineux. Il relie le fémur au calcanéus par l'intermédiaire du tendon calcanéen.
Il a probablement servi à nos lointains ancêtres pour se déplacer dans les arbres. Il n'est présent de nos jours que pour environ 80 à 93 % de la population.

## Origine
Le muscle plantaire se fixe au-dessus et en dedans de l'insertion du chef latéral du muscle gastrocnémien en dedans de la partie postéro-supérieure du condyle latéral du fémur.

## Trajet
Le muscle plantaire descend sur la capsule du genou, se dirigeant en bas et en dedans pour glisser entre le muscle gastrocnémien et le muscle poplité puis se transformant en un long tendon, entre les muscles gastrocnémien et soléaire pour venir longer médialement le tendon calcanéen.

## Terminaison
Le tendon s'accole au bord médial tendon calcanéen pour aller s'insérer avec lui sur le tubercule du calcanéum.

## Innervation
Le muscle plantaire est innervé par le nerf tibial provenant du nerf sciatique (L4-S3).

## Vascularisation
Le muscle plantaire est vascularisé par l'artère poplitée.

## Anatomie fonctionnelle
Le muscle plantaire est un faible auxiliaire du muscle triceps sural.

## Aspect clinique
Le muscle plantaire n'a pas de rôle moteur majeur (au vu de la taille du corps réduite et du nombre de fibres musculaires faible), mais on peut penser à une protection dans les démarrages rapides, car les sprinteurs se le claquent souvent.
Son très long tendon peut servir à des réparations chirurgicales du tendon calcanéen.

## Anatomie comparée
Le muscle plantaire peut être comparé au muscle long palmaire de l'avant-bras qui est inséré sur l'aponévrose palmaire et qui est fléchisseur de la main sur l'avant-bras. Comme son homologue, le muscle plantaire a comme destination primitive de se fusionner  à l'aponévrose plantaire et par son intermédiaire sur les orteils comme on le voit chez certaines espèces de singes, il est donc un extenseur accessoire du pied, un auxiliaire du triceps sural.

## Galerie

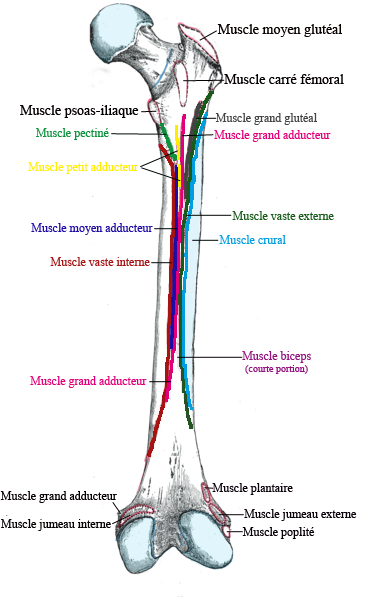
Insertion proximale du muscle plantaire
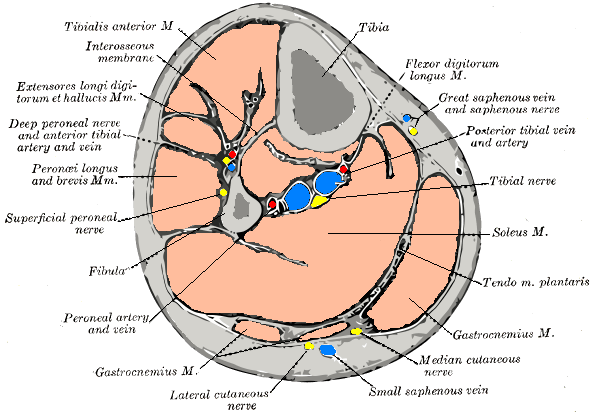
Coupe transversale de la jambe. Tiers moyen